# Енстатит хондрити
Енстатит хондритите (E-хондрити) са клас редки метеорити, принадлежащи към типа Хондрити от вида Каменни метеорити. Носят името на тяхната основна съставка – минерала енстатит и се различават в много отношения от обикновените и въглеродните хондрити. По-голямата част от около 400-те находки на енстатит хондрити са открити в Антарктика и само около 110 са намерени извън нея.

## Произход
Предполага се, че енстатит хондритите са образувани близо до Слънцето в среда, бедна на кислород, тъй като почти цялото желязо се намира в много редуцирана форма и е изчерпано дори в пироксена. Най-вероятно са формирани в мъглявината, образувала Слънчевата система. Двете групи от енстатит хондрити проявяват достатъчни различия, за да се приеме, че произхождат от отделни родителски тела.

## Възраст
Най-старите компоненти в метеоритите са огнеупорните включвания, които са на възраст приблизително 4,567 милиарда години. С малки изключения, това са и обектите с най-голямо количество краткотрайни радиоактивни изотопи. Абсолютната възраст на хондрулите в тези метеорити не е точно измерена. Изобилието на краткотрайния радионуклид алуминий-26 в тях, при обикновените и въглеродните хондрити, се обяснява с образуването им през продължителен период от време – от 1 милион до поне 3 и може би до 10 милиона години след огнеупорните включвания. Метаморфизмът в обикновените хондрити приключва между 5 и 55 милиона години след образуването на огнеупорните включвания, а в енстатит хондритите – между 9 и 34 милиона години след това. Има някои доказателства обаче, че енстатит хондритите са се образували около два милиона години след огнеупорните включвания.

## Връзка със Земята
Изотопното сходство на енстатит хондритите със земните скали е впечатляващо – имат подобни кислородни, титанови и калциеви изотопи като Земята, а нови изследвания от 2020 г. показват, че техните водородни и азотни изотопи също са подобни на земните. Това е единствената хондритна група, изотопно идентична със Земята. Елементите, изградили Земята, често се смятат за „сухи“. Те идват от вътрешните зони на Слънчевата система, където температурите биха били твърде високи, за да може водата да кондензира и да залепне към други твърди частици по време на формирането на планетата. Енстатит хондритите, за които се е смятало, че са почти сухи, всъщност съдържат неочаквано голямо количество вода. Ако те са един от градивните елементи на Земята, както сериозно се допуска от техните подобни изотопни състави, тези видове хондрити са могли да доставят достатъчно вода на Земята, за да се обясни произходът ѝ на планетата. Има предположение, че голямо количество от атмосферния азот, най-разпространеният компонент на земната атмосфера, също би могло да е дошъл с енстатит хондритите.
Измереното съдържание на водород и съотношението деутерий/водород (D/H) в 13 енстатит хондрита показва много повече водород, отколкото обикновено се приема, че трябва да съдържат, като D/H е близо до това на земната мантия. Комбинирайки тези данни с космохимични модели, се появява предположението, че по-голямата част от земната вода би могла да се образува от водород, доставен от енстатит хондритите.

## Състав и тектура
Енстатит хондритите се състоят главно от желязо в свободно състояние, при нулева валентност, и силикатни съединения, в които желязото почти липсва. По-голямата част от него е във вид на метални зрънца, а пироксенът е представен от своята разновидност енстатит. Освен това съдържат различни необичайни сулфидни, метални и нитридни фази, които отсъстват при другите хондритни групи. Характеризират се със силно редуцирани групи и основните им минерали са енстатит (70 – 80 % от теглото), никел-желязна сплав (15 – 30 % от теглото), изобилие от сулфиди и членове на кубичния моносулфиден разтвор на Fe – Mg – Mn (кейлит – нинигерит – алабандит). До голяма степен сулфидите са уникални за този клас, като троилит, олдхамит, или добрелит и нитриди като осборнит.
Тяхната минералогия е много редуцирана, с енстатит като доминиращ силикат, който почти не съдържа FeO, обикновен свободен силициев диоксид и богат на силиций камасит. Включват още синоит, периит, касуелсилверит и други. Ако особеностите на енстатит хондритите не се дължат на кондензационна последователност при високо съотношение на въглерод/кислород, оливинът в тях вероятно е бил основна съставка на предшествениците на техните компоненти в някакъв момент от „праисторията“ на тези метеорити.
Техните структурни и минералогични характеристики се обясняват с протичането на метаморфизъм при много високи температури – в диапазона 600 °C – 1000 °C. По тази причина съдържат най-малко количество летливи съединения и са най-редуцирани измежду всички други класове хондрити. Според степента на термичен метаморфизъм този клас хондрити е разделен на 3 петрографски типа – Е4, Е5 и Е6. При различните петротрафски типове се наблюдава разнообразно съдържание на желязо и сяра, според което някои учени разграничават два типа – I, който включва хондритите E4 и E5, и II, който включва само хондритите E6.

### Хондрули
Хондрулите на енстатит хондритите имат неправилна форма, пълни са с отломки и са разпръснати в тъмна, финодисперсна матрица. Тези хондрити се характеризират с изобилие от хондрули, богати на енстатит, с криптокристална и порфирна текстура, а хондрулите, съдържащи оливин, са редки, като при типове от 4 до 6 въобще липсват. Най-често срещани са видовете с преобладаващ порфирен оливин (PO), порфирен пироксен (PP), порфирен оливин-пироксен (POP), радиален пироксен (RP), криптокристални (С) и редкия брониран оливин (BO). Най-разпространен е текстурният тип PP.
Поради редуциращия характер на региона, в който са образувани енстатит хондритите, всички хондрули са от тип I. При някои енстатит хондрити от петрографски тип 3 се виждат хондрули с магмени околни ръбове. В някои EH3 хондрити, около хондрулите се наблюдават тънки, богати на силициев диоксид контури.

### Огнеупорни (труднотопими) включвания
В енстатит хондритите огнеупорните калциево-алуминиеви включвания (КАВ) са по-рядко срещани, отколкото при въглеродните хондрити и по-често в сравнение с обикновените. Заемат около 1 % от обема на метеорита, докато при въглеродните хондрити този процент достига 10, а при обикновените – само 0,1. Минералогията им има както прилики, така и различия с тази на другите типове хондрити, а начинът, по който са образувани е показателен за формирането на този вид включвания въобще. Например, основната първична минералогия и структурите на КАВ са подобни на тези, наблюдавани при други типове хондрити, но съществува слаб отпечатък при късната фаза, който е различен от този, открит в други КАВ. Той се състои най-вече от богат на титан троилит, който замества магнезиево-титановата оксидна фаза гикилит. Характерните енстатит хондритни минерали олдхамит и осборнит не се срещат в КАВ, въпреки че хондритите гостоприемници съдържат тези фази. И накрая, металът в КАВ на един енстатит хондрит съдържа много малко (0,2 % то теглото му) метален силиций, докато металът в хондрита-гостоприемник съдържа ~ 2.5 тегловни %. Изводът е, че КАВ на енстатит хондритите са формирани при условия, подобни на тези на КАВ в другите типове хондрити, и едва по-късно те изпитват по-редуциращите условия, при които се образуват техните енстатит хондритни гостоприемници. Това събитие на късен етап е различно от модификациите на късния етап, изпитани от всички останали КАВ от другите хондритни групи.
Много енстатит хондритни калциево-алуминиеви включвания показват отличителна минералогия в късен етап, която се състои от богат на титан троилит и гикилит. Троилитът запълва порите и пукнатините, докато гикилитът се натрупва по ръбовете на съществуващия перовскит. Често срещана е и вторична промяна на първичните фази. Ако енстатит хондритните КАВ са произлезли от кондензация при силно редуциращи условия, считани за необходими за формиране на енстатит хондритите, се очаква огнеупорните литофилни елементи (със силен афинитет към кислорода), като калций и алуминий, да бъдат в голяма степен във вид на сулфиди, карбиди и нитриди. Не трябва да присъстват минерали като мелилит, хибонит и шпинел. Фактът, че те все пак съществуват в КАВ, е използван, за да се докаже, че тези КАВ не произхождат от предполагаемата зона на образуване на енстатит хондритите и вместо това споделят общ произход с всички други КАВ в един общ регион на Слънчевата мъглявина, вероятно близо до току-що зародилото се Слънце.

### Метал
Никел-железният метал е важен компонент на хондритите. При енстатит хондритите той заема до 15 % от обема им, при обикновените хондрити – 10 % и при въглеродните – 5 %. Основните метални фази са камасит и тенит, които често се свързват с троилит. Металът се среща във вид на зрънца в хондрулите, разтопени по време на образуването им, може да се види само по ръбовете им или като изолирани зърна с променлив размер извън хондрулите, разпръснати в матрицата. Металните зърна в хондрулите могат да съдържат значителна концентрация на силиций, хром и фосфор.
За хондритния метал съществуват няколко източника. Някои зърна са кондензати от газовете в Слънчевата мъглявина. Други представляват метални капчици, които се стопяват по време на образуването на хондрулите и са изхвърлени от тях чрез фрагментация или от центробежни сили, ако хондрулите се въртят. Металът може да се образува и при редукционни реакции на силикатите, съдържащи FeO.

## Плътност и порьозност
Средната плътност на зърната в енстатит хондритите, които все още не са били подложени на промяна от престоя си на Земята, е от 3,52 g/cm3 до 3,76 g/cm3 за групата EH. За тези от EL плътността варира от 3,45 g/cm3 до 3,80 g/cm3. В тези данни е изключен енстатит хондритът Khairpur от група EL6, който показва аномална плътност от 4,17 g/cm3. Плътността на насипната маса в матрицата при група EH варира от 3,25 g/cm3 до 3,65 g/cm3, а при EL – между 3,15 g/cm3 и 3,78 g/cm3. Порьозността на енстатит хондритите при двете групи е много сходна. Почти всички от EH показват порьозност под 5 %, докато почти всички от EL имат порьозност под 7 %.
При изследване на проби, престояли дълго време на Земята, като резултат от изветрянето на желязото, стойностите на плътността са по-малки, тъй като желязото се разширява с окисляването си и води до намаляване на плътността. Находките, които са били подложени на изветряне при земни условия, показват намалена плътност на зърната, на насипната част и на магнитната чувствителност и съответно повишена порьозност.

## Класификация
Въз основа на минералогията и обемната химия, както и в зависимост от съдържанието на желязо, класът на енстатитит хондритите се разделя на две групи, обединени в един общ клан. Освен по състава си, двете групи се различават и по степента на термичен метаморфизъм. По-голямата част от групата EH са от петрографски тип 4 или 5, а повечето EL – от тип 5 или 6, въпреки че при представители и от двете групи се намират и някои от тип 3. Хондритите EH и EL варират в петрографски тип от EH3 до EH5 и от EL3 до EL6. Тези от EH3 се различават от EL3 по това, че имат по-голямо модално съдържание на сулфиди, по-ниско съдържание на енстатит, по-богати са на силиций и по-бедни на никел.

### Клан EH – EL
- EH група – с високо съдържание на желязо – средно около 30%, от които които ∼5% е сулфид. Съдържат още около 10% метали, 3% силиций и силно редуцирани минерали, включващи периит. Характеризират се с по-голямо изобилие на непрозрачни минерали и появата на нининерит, както и на различни алкални сулфиди като касуелсилверит и джерфишерит. Камаситът в тях е богат на силиций.[10] Отличават се с малки хондрули с размер до 0,2 mm.[11] Принадлежат към петрографските видове от 3 до 6, с лек пик в неуравновесеният тип 3.[3]

- EL група – Характеризират се с по-ниско съдържание на желязо – средно около 25%, от които 3,5% е сулфид.[10][12] Съдържат още около 10 % метали и 1 % силиций и имат изключително намален състав на минерали, включващи желязо. Характерно за тях е присъствието на желязосъдържащия алабандит (Fe, Mn)S. Отличават се с умерено големи хондрули с размери над 0,5 mm. Групата е от преобладаващ тип 5 или 6, което означава, че са били подложени на метаморфизъм при условия, достатъчни за хомогенизиране на оливина и пироксена, а всички нискокалциеви пироксени са превърнати в ортопироксен. Процесът предизвиква растежа на различни вторични минерали и замъглява очертанията на хондрулите. До септември 2021 г. са открти 123 енстатит хондрити от вида EL6.[12][13]